# Climaciella brunnea
Climaciella brunnea är en insektsart som först beskrevs av Say in Keating 1824.  Climaciella brunnea ingår i släktet Climaciella och familjen fångsländor. Inga underarter finns listade i Catalogue of Life.

## Bildgalleri

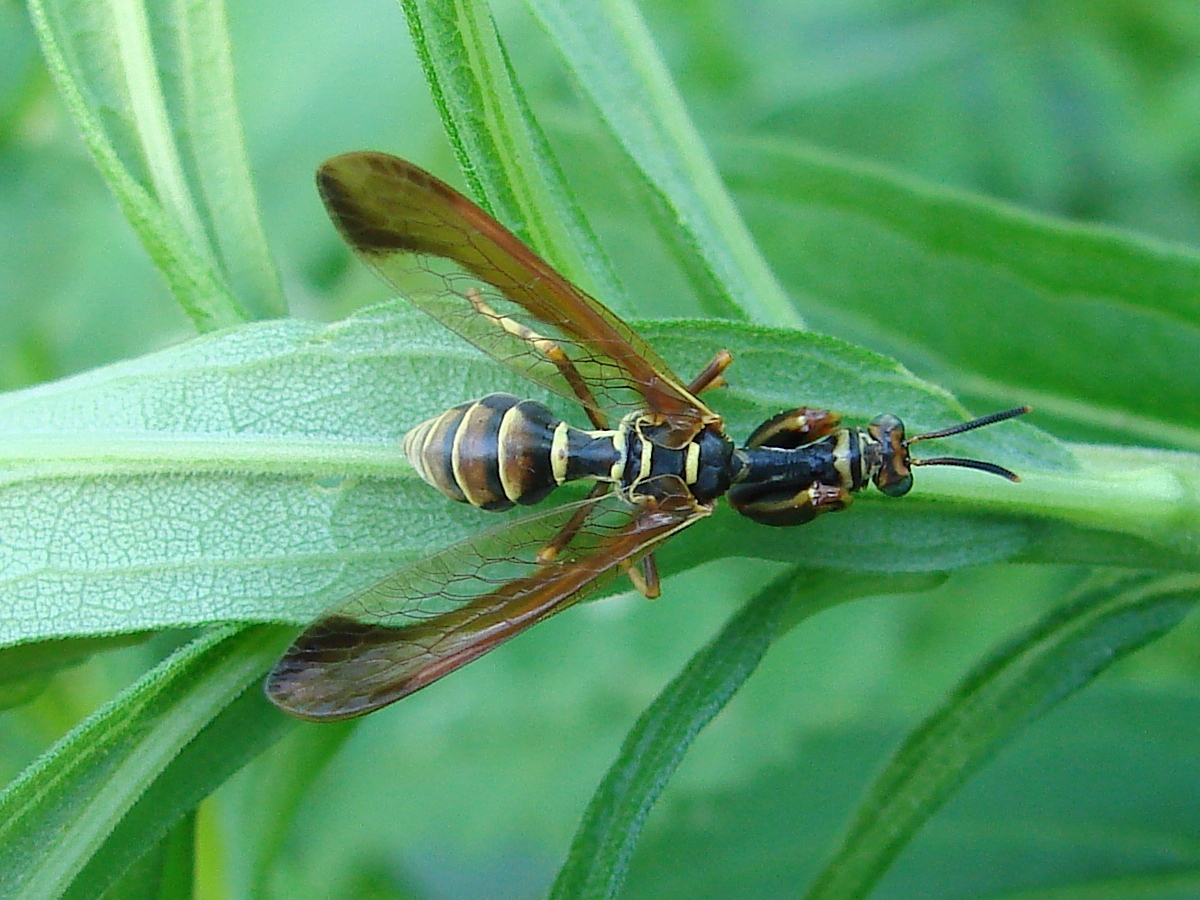
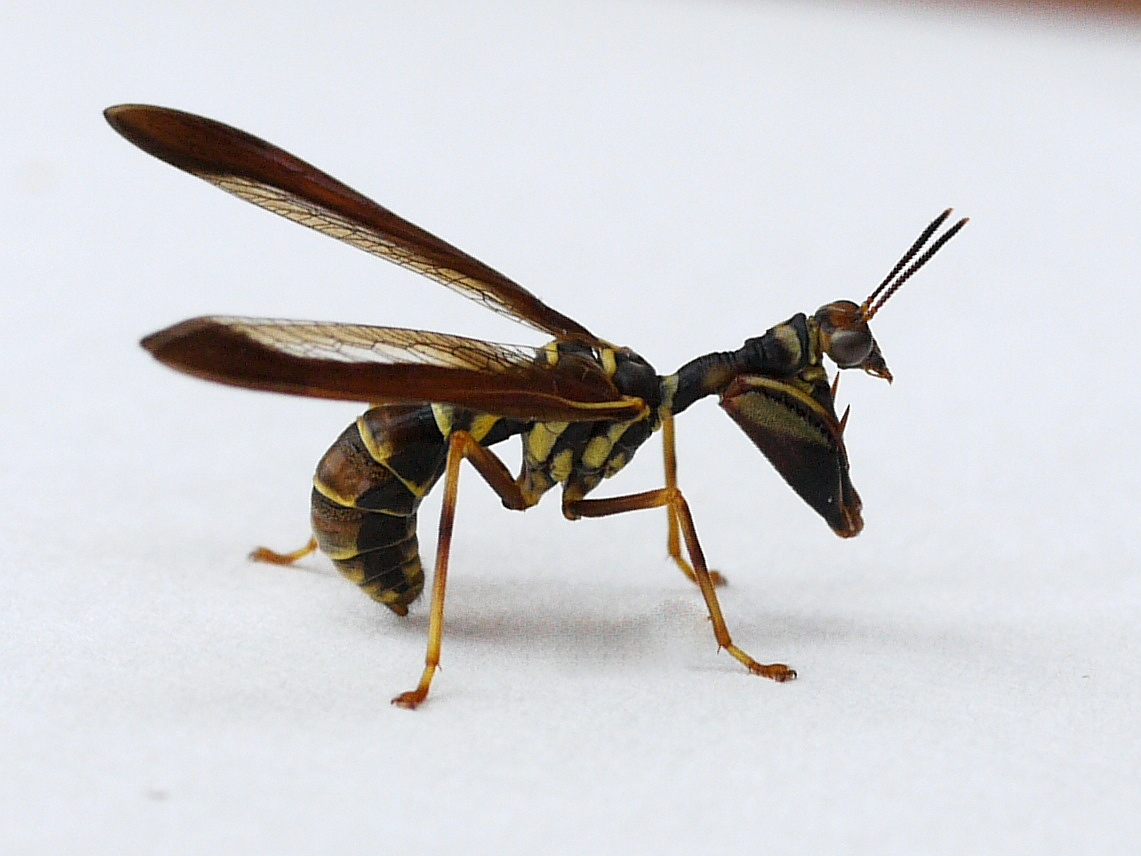